# Gabriel Grovlez
Gabriel Marie Grovlez (4. dubna 1879 Lille, Francie – 20. října 1944 Paříž) byl francouzský klavírista, hudební skladatel a dirigent.

## Život
Narodil se v Lille 4. dubna 1879. Na klavír se začal učit u své matky, která byla dcerou jedné z žaček Fryderyka Chopina. Studoval na Pařížské konzervatoři, kde jeho učiteli byli Émile Decombes, André Gedalge, Louis Diémer, Albert Lavignac a Gabriel Fauré.
V roce 1899 byl jmenován profesorem klavíru na prestižní škole Schola Cantorum. Vedle toho působil v letech 1905–1908 jako sbormistr a dirigent v pařížské Komické opeře. V roce 1911 se stal hudebním ředitelem Théâtre des Arts a v roce 1914 dirigentem Opéra national de Paris. Toto postavení zastával po 20 let. Stal se vyhledávaným operním dirigentem. Řídil operní představení v Monte Carlu, Lisabonu, Káhiře, New Yorku a v Chicagu. V závěru svého života působil od roku 1939 jako profesor komorní hudby na Pařížské konzervatoři.
Ačkoliv jako skladatel byl velmi plodný, byl mnohem úspěšnější jako dirigent. Uváděl v premiéře skladby svých současníků jako Gabriela Fauré, Alberta Roussela či Maurice Ravela. Oživoval a dirigoval opery starých barokních mistrů jako byli Jean-Baptiste Lully, Claudio Monteverdi, Jean-Philippe Rameau a Christoph Willibald Gluck.
Zemřel v Paříži 20. října 1944 ve věku 65 let.

## Dílo (výběr)
Jeho vlastní dílo zahrnuje opery, balety, symfonické básně, písně i klavírní skladby. Je však z větší části zapomenuto.
Jevištní díla
- Cœur de Rubis, Légende féérique (opera, 1906, libreto Gabriel Montoya)
- Maïmouna, Fantasy-Ballet (1916, libreto P. André Gérard)
- La princesse au jardin (balet, 1943, libreto Émile Vuillermoz)

Komorní hudba
- Sonáta pro housle a klavír (1908)
- Divertissement pro flétnu a klavír (1912)
- Concertino pro flétnu nebo klarinet a klavír
- Lamento et tarentelle pro klarinet a klavír (1923)
- Romance et scherzo pro flétnu a klavír (1927)
- Sarabande et allegro pro hoboj a klavír (1929)
- Sicilienne et allegro giocoso pro fagot a klavír (1930)
- Romance, scherzo et finale pro violu a klavír (1932)
- Sonáta pro violoncello a klavír (1936)

Klavír
- Au jardin de l'enfance (podle L'Art d'être grand-père Victora Huga, 1907)
- 3 Improvisations sur Londres (1910)
- L'almanach aux images (podle básně Tristana Klingsora, 1911)
- Trois pièces (1913)
- Fancies (1915)
- Trois valses romantiques (1917)
- Deux études de difficulté transcendante (1919)
- Impressions, 2 Pieces (1934)

Vokální hudba
- La chambre blanche, 10 písní na slova Henry Bataille (1903)
- La flûte pro zpěv a klavír (1907, slova José-Maria de Heredia
- Sagesse pro vysoký hlas a klavír (slova Paul Verlaine, 1910)
- Trois mélodies sur des poèmes de Jean Dominique pro zpěv a klavír (1912)
- Guitares et mandolines pro zpěv a klavír (1913, slova Camille Saint-Saëns)
- Les mélancolies passionnées, 8 písní na slova Charlese Guérina (1924)
- Trois ballades françaises pro zpěv a klavír na slova Paula Forta (1927)